# Tanegashima-Arkebuse
Die Tanegashima-Arkebuse, auch Tanegashima-Gewehr (jap. 種子島筒 Tanegashima-tō, auch 種子島銃 Tanegashima-jū, kurz „Tanegashima“), nach der gleichnamigen Insel, ist ein historisches japanisches Vorderladergewehr.

## Geschichte
Die ersten Arkebusen kamen nach Japan, als 1543 ein chinesisches Schiff mit den Portugiesen Antônio da Mota, Antônio Peixoto und Francisco Zeimoto an Bord am Kap Kadokura (門倉崎, Kadokura-saki) im Süden der Insel auflief. Der Lehnsherr der Insel, Tanegashima Tokitaka, kaufte den Portugiesen ein oder zwei Exemplare für die große Summe von je 1000 Tael (Ryō) Silber ab. Innerhalb kürzester Zeit wurden 20.000 Kopien der Waffe gefertigt, die in den Schlachten der Sengoku-Zeit kriegsentscheidend werden sollte. Japan verfügte zu dieser Zeit über mehr Schusswaffen als jeder andere Staat der Welt und während des Imjin-Krieges gegen Korea waren ein Viertel der 160.000 Mann umfassenden Invasionsstreitmacht mit Arkebusen ausgerüstet.
Die ersten Versionen waren mit einem Luntenschloss ausgestattet. Sie haben einen auffallend kurzen Schaft, der nicht wie allgemein üblich an der Schulter, sondern unterhalb des Kinns angelegt wird. Es gibt viele unterschiedliche Versionen, die von sehr einfachen bis zu sehr prunkvollen, goldverzierten Versionen reichen. Nachbauten dieses Typs werden bis heute im Schießsport benutzt. Als Zubehör gab es auch einen Kasten, der das Luntenschloss umhüllte, damit die Waffe auch bei Regen und durch die Abdeckung der Lunte auch bei Nacht einsetzbar war.
Bemerkenswert ist, dass diese japanische Arkebuse zunächst äußerst erfolgreich und umfangreich eingesetzt wurde, nach dem Sieg der Tokugawa jedoch sofort und nachhaltig wieder unterdrückt wurde. Grund war die dramatische Effizienz, die von den traditionellen Militärkreisen als existenzgefährdend erkannt wurde. Sämtliche Gewehrbauermeister wurden namentlich erfasst und in einigen Städten versammelt. Sie durften dann mehr als 200 Jahre lang diese Waffe nur in ganz beschränktem Umfang für zeremonielle Zwecke herstellen und vertreiben. Nach demselben System und auch mit fast demselben Aussehen wurden auch andere Schusswaffen wie Wallbüchsen entwickelt, die teilweise mit zwei Mann bedient werden mussten.